# Dicksonia
Dicksonia ist eine Pflanzengattung in der Familie Dicksoniaceae innerhalb der Baumfarne (Cyatheales). Sie werden auch Taschenfarne genannt.

## Beschreibung

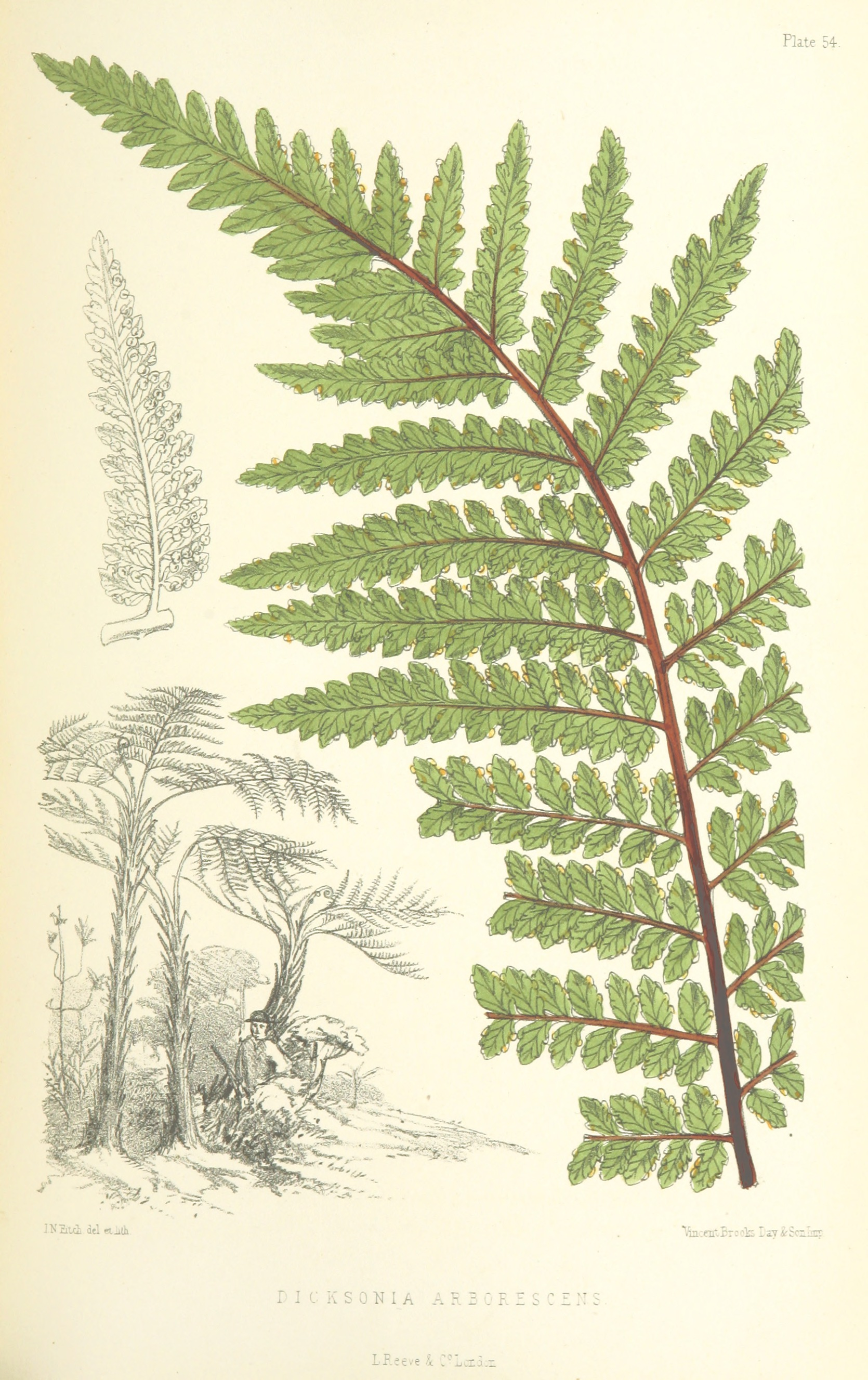
Illustration aus Melliss, 1875, 471, Tafel 54 von Dicksonia arborescens

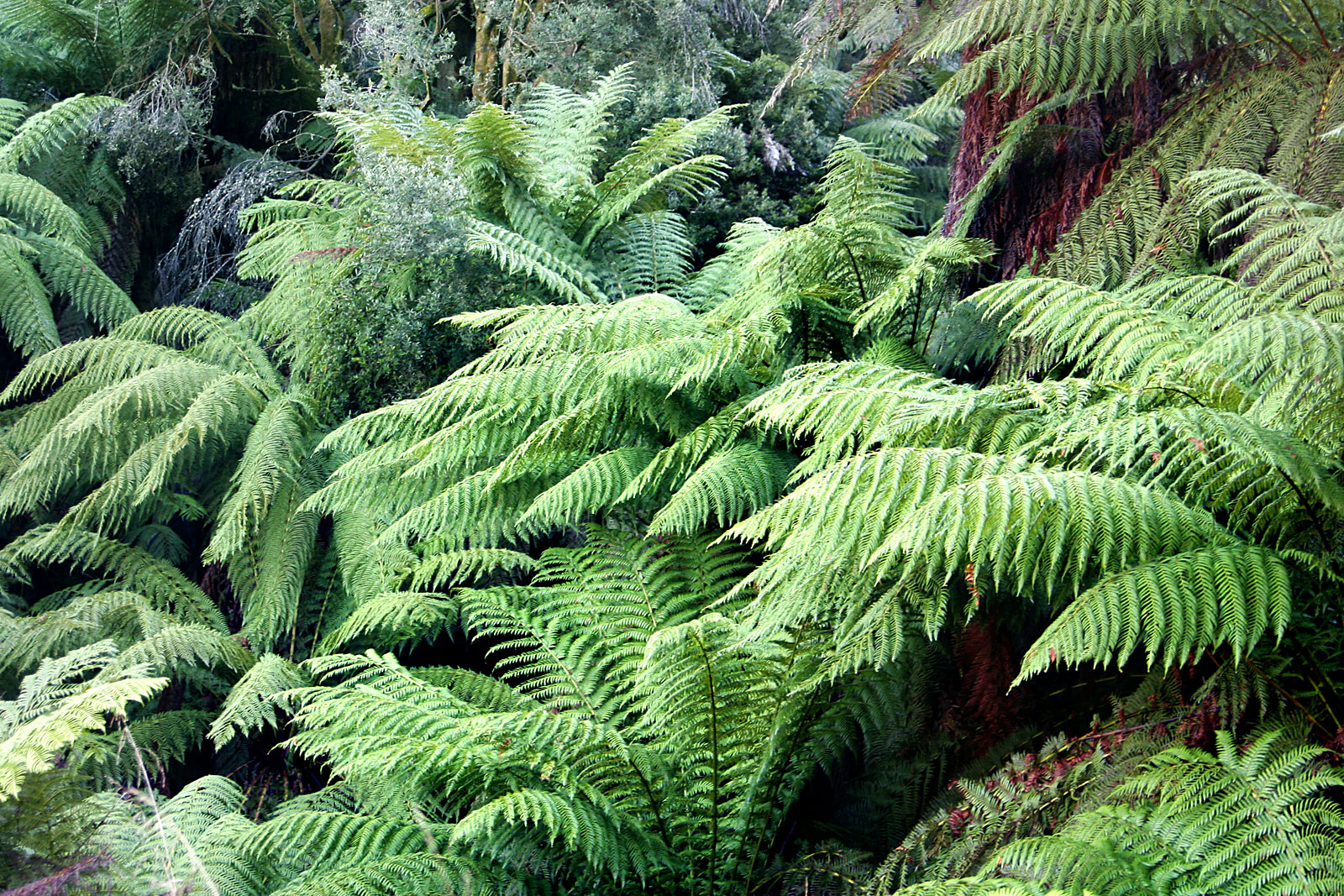
Australischer Taschenfarn (Dicksonia antarctica)

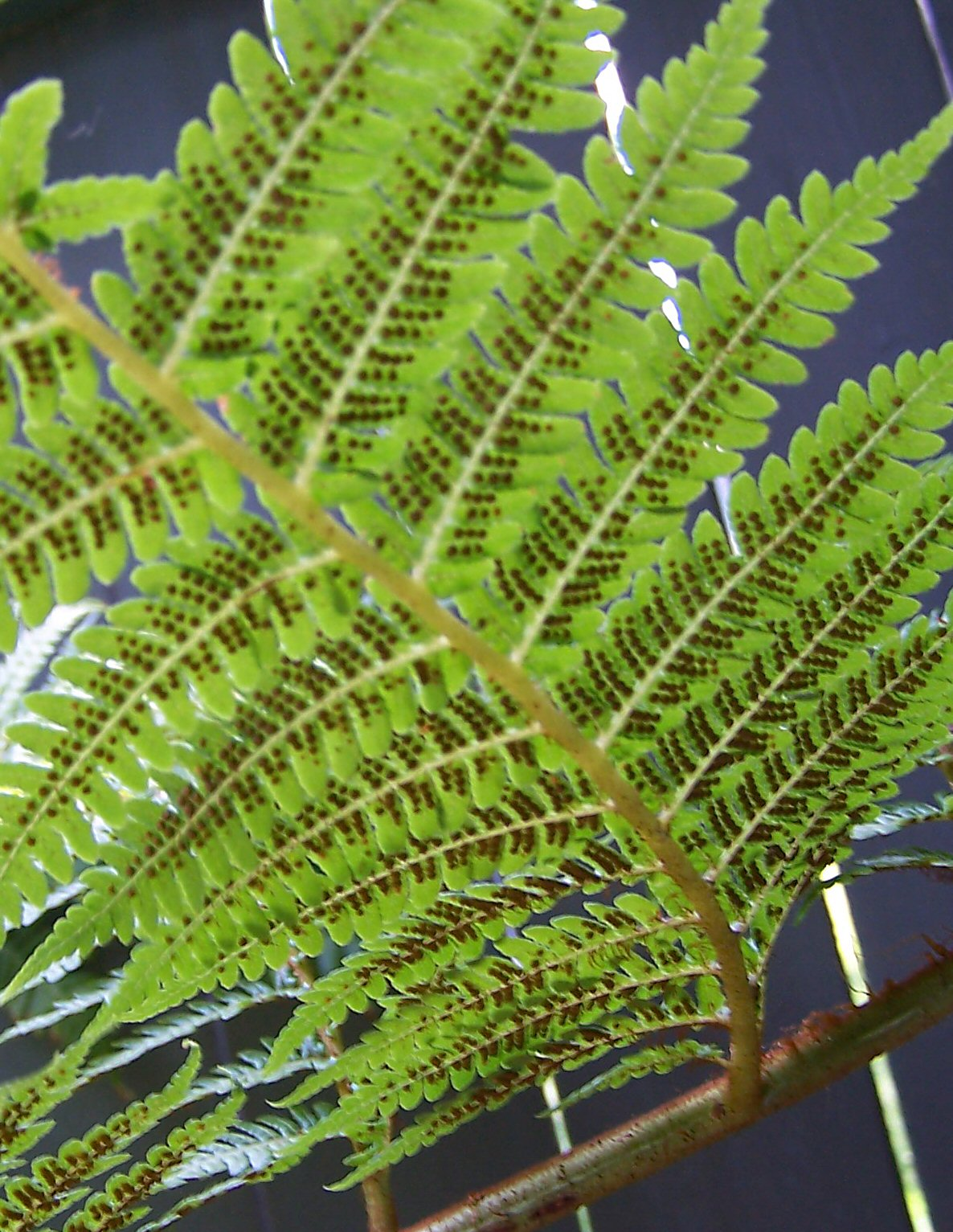
Sori auf der Blattunterseite von Dicksonia antarctica

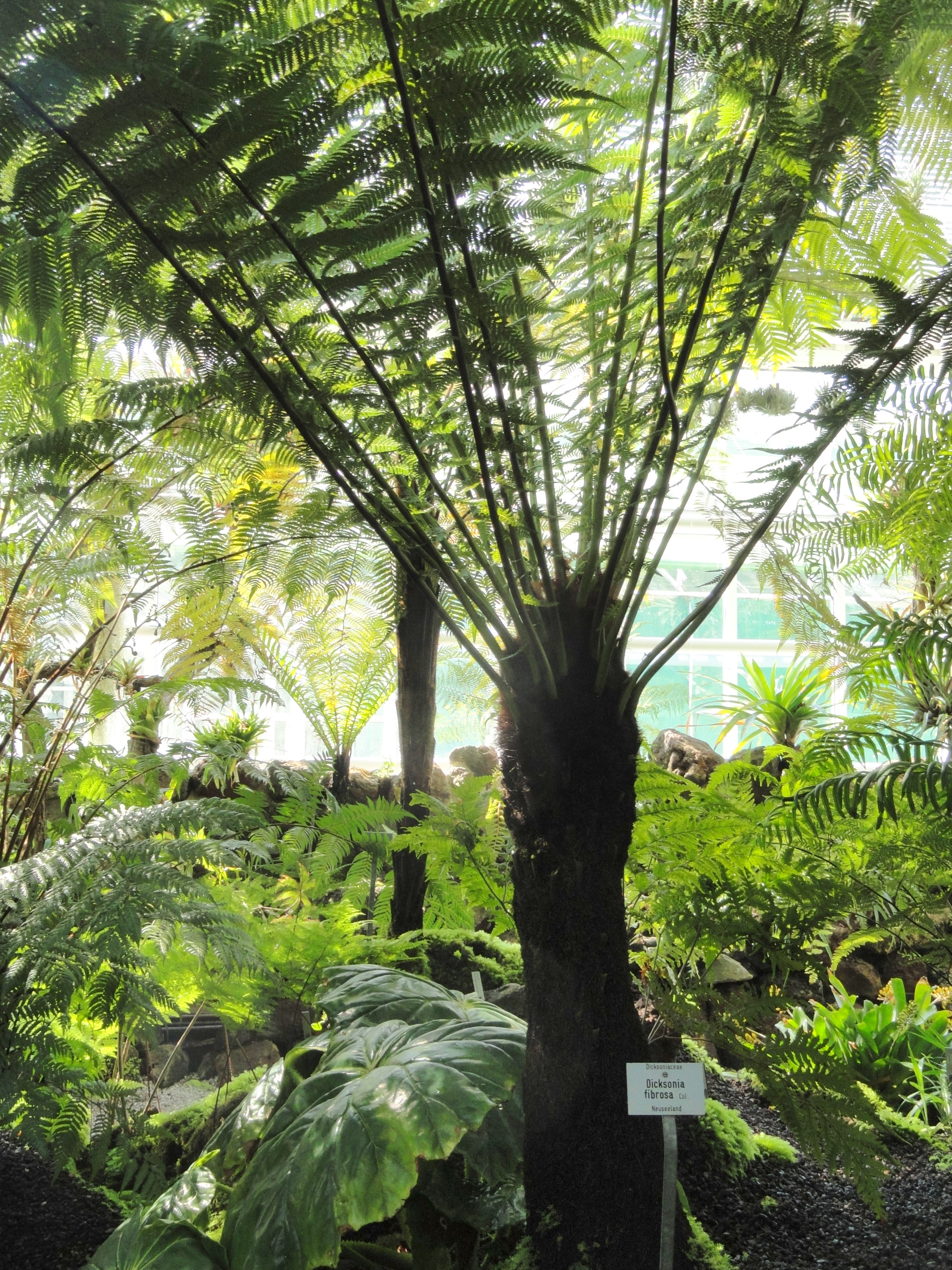
Filziger Taschenfarn (Dicksonia fibrosa)

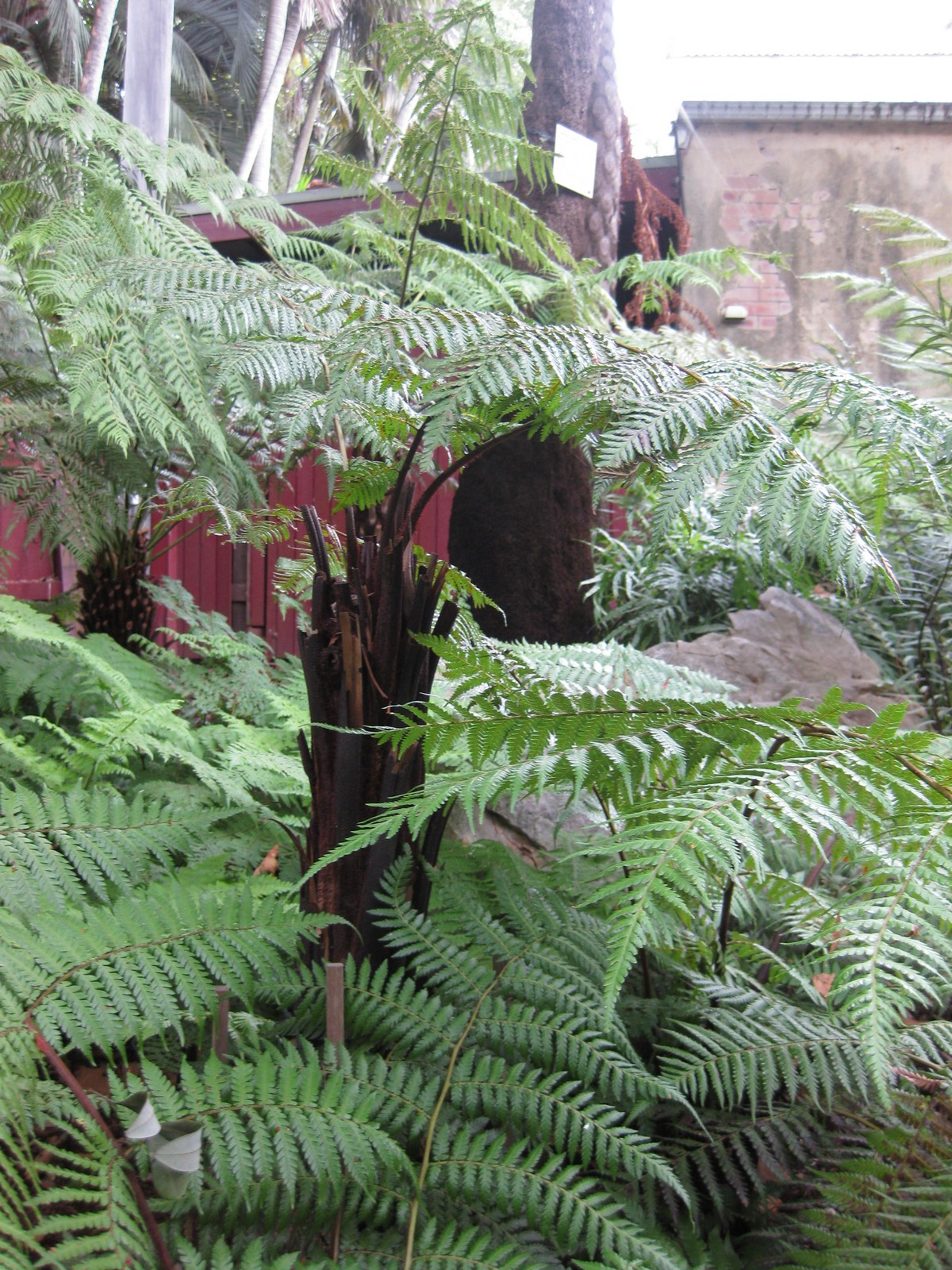
Dicksonia youngiae

Dicksonia-Arten wachsen terrestrisch als große baumförmige Farne. Rhizom bzw. Sprossachse sind aufrecht und trägt einen Schopf von Wedeln an der Spitze. Die Sprossachse ist eine Diktyostele und wird durch starke Sklerenchymbänder verfestigt. Junge Sprossabschnitte und die Blattbasen sind von langen, feinen Haaren bedeckt. Die Stiele der Blattwedel sind kurz bis mittellang. An der Stielbasis sind drei getrennte gebogene Gefäßbündel vorhanden, die sich zur Spitze hin vereinen. Die Blattspindel ist an der Blattoberseite (adaxial) erhöht. Die Blattspreite ist dreifach gefiedert oder fiederlappig. Die fertilen Fiederblättchen sind stärker gelappt als die sterilen.
Die Sori sind rund und stehen submarginal. Sie sind durch die zurückgebogenen Blattspreite geschützt (falsches Indusium) und besitzen ein sackförmiges inneres Indusium. Die Sporen sind trilet, und von glatter oder skulpturierter Oberfläche.

## Systematik und Verbreitung
Die Gattung Dicksonia wurde 1788 durch Charles Louis L’Héritier de Brutelle in Sertum Anglicum, ... IV, S. 36, Tafel 34 aufgestellt. Typusart ist Dicksonia arborescens L'Hér. Der Gattungsname Dicksonia ehrt den britisch-schottischen Gärtner und Botaniker James Dickson (1738–1822).
Die Gattung Dicksonia kommt im tropischen Amerika, den Juan-Fernández-Inseln, in Malesien, Neukaledonien, Fidschi, Australien und Neuseeland vor. Sie wachsen in tropischen und subtropischen Regenwäldern und feuchten Bergwäldern.
In der Gattung Dicksonia gibt es etwa 32 Arten:
- Dicksonia amorosoana Lehnert & Coritico: Sie wurde 2018 aus Mindanao erstbeschrieben.[1]
- Australischer Taschenfarn[3] (Dicksonia antarctica Labill., Dicksonia billardieri F.Muell.): Sie kommt in Australien im südöstlichen Queensland, im östlichen New South Wales, im Australian Capital Territory, im südlichen Victoria und in Tasmanien vor.[1][4] Sie ist in einigen Gebieten ein Neophyt.[1]
- Dicksonia arborescens L'Hér.: Dieser Endemit kommt nur auf St. Helena vor.[1][2]
- Dicksonia archboldii Copel.: Sie kommt in Neuguinea vor.[1]
- Dicksonia baudouinii E.Fourn.: Sie kommt nur in Neukaledonien vor.[2]
- Dicksonia berteroana (Colla) Hook.: Dieser Endemit kommt nur auf der Insel Masatierra vor, die zu den Juan-Fernández-Inseln gehört.[1]
- Dicksonia blumei (Kunze) T.Moore: Sie kommt auf Sumatra, Java und Bali vor.[1]
- Dicksonia brackenridgei Mett.: Sie kommt nur auf Fidschi und Samoa vor.[1][2]
- Dicksonia celebica Lehnert: Sie wurde 2018 aus Sulawesi erstbeschrieben.[1]
- Dicksonia ceramica Lehnert: Sie wurde 2018 aus Seram erstbeschrieben.[1]
- Dicksonia externa C.Chr. & Skottsb.: Dieser Endemit kommt nur auf der Insel Masafuera vor, die den Juan-Fernández-Inseln gehört.[1]
- Filziger Taschenfarn[3] (Dicksonia fibrosa Colenso): Sie kommt in Neuseeland und auf den Chathaminseln vor.[1][2]
- Dicksonia grandis Rosenst.: Sie kommt in Neuguinea vor.[1][2]
- Dicksonia herbertii W.Hill: Dieser Endemit kommt nur im nordöstlichen Queensland vor.[4][2]
- Dicksonia hieronymi Brause: Sie kommt in Neuguinea und auf Bougainville vor.[1][2]
- Dicksonia karsteniana (Klotzsch) T.Moore: Die etwa drei Varietäten kommen von Zentral- bis Südamerika vor.[1]
- Dicksonia lanata Colenso: Die etwa zwei Unterarten kommen in Neuseeland vor.[1]
- Dicksonia lanigera Holttum: Sie kommt in Neuguinea vor.[2]
- Dicksonia lehnertiana Noben, F.Giraldo, W.D.Rodr. & A.Tejedor: Sie wurde 2018 aus dem kolumbianischen Antioquia erstbeschrieben.[1]
- Dicksonia mollis Holttum: Sie kommt im nördlichen Borneo und auf den Philippinen vor.[1]
- Dicksonia munzingeri Noben & Lehnert: Sie wurde 2013 erstbeschrieben und kommt in Neukaledonien und auf den Salomonen vor.[1]
- Dicksonia navarrensis Christ: Sie ist von Mexiko über Zentralamerika bis Kolumbien sowie Ecuador verbreitet.[1]
- Dicksonia perrieri Noben & Lehnert: Sie wurde 2013 aus Neukaledonien erstbeschrieben.[1]
- Dicksonia schlechteri Brause: Sie kommt in Neuguinea vor.[1]
- Dicksonia sciurus C.Chr.: Sie kommt in Neuguinea und auf den Salomonen vor.[1]
- Dicksonia sellowiana Hook.: Sie ist in Brasilien, Argentinien, Paraguay und Uruguay verbreitet.[1]
- Neuseeländischer Taschenfarn (Dicksonia squarrosa (G.Forst.) Sw.): Sie kommt in Neuseeland und auf den Chathaminseln vor.[1][2]
- Dicksonia stuebelli Hieron.: Sie kommt in Kolumbien und nördlichen Peru vor.[1]
- Dicksonia thyrsopteroides Mett.: Sie kommt nur in Neukaledonien vor.[1][2]
- Dicksonia timorensis Adjie: Sie wurde 2012 aus Timor erstbeschrieben.[1]
- Dicksonia utteridgei Lehnert & Cámara-Leret: Sie wurde 2018 aus Irian Jaya erstbeschrieben.[1]
- Dicksonia youngiae C. Moore ex Baker: Dieser Endemit kommt nur im südöstlichen Queensland und im nordöstlichen New South Wales vor.[4][1][2]

Nicht mehr zur Gattung Dicksonia gehört:
- Dicksonia domingensis Desv. → Saccoloma domingense (Spreng.) Prantl: Sie kommt in der Neotropis vor.[1]

## Sonstiges zu einer einzelnen Art
Das stärkehaltige Mark von Dicksonia antarctica wurde von den Eingeborenen Tasmaniens als Nahrungsmittel genutzt.
Dicksonia antarctica ist in wintermilden Gebieten Englands, Cornwalls, der USA und Japans eine beliebte Zierpflanze. Es werden vor allem alte Exemplare mit hohen Stämmen bevorzugt, die aus australischen Wäldern entfernt werden, was zu einer Bedrohung dieser Art in der Wildnis geführt hat. Dicksonia antarctica ist einfach zu vermehren, dies ist jedoch wegen des langsamen Wachstums wirtschaftlich uninteressant.
In Tasmanien wird die Entnahme von Wildpflanzen von Dicksonia antarctica durch die Forest Practices Authority überwacht und untersteht einem Bewirtschaftungsplan (Tree Fern Management Plan).